# HYSエンジニアリングサービス
株式会社HYSエンジニアリングサービス（英: HYS Engineering Service Inc.）は、通信・映像・放送・情報機器及びシステムの保守・修理やアンテナ及びアンテナ周辺機器の設計・開発・販売などを行う企業。国際電気の連結子会社である。本項では、前身法人の一つである八木アンテナ株式会社についても扱う。

## 主な製品
- 家庭用テレビ受信機器
- 共同受信用機器
- 地上デジタル放送受信機器・アンテナ
- BS・CS放送受信機器・アンテナ
- CATV用設備・機器・工事・設計
- テレビ電波障害対策施設工事・設計・保守
- テレビ放送送信・中継設備
- 業務用通信機器
- ミューチップリーダ（RFID）／アンテナ／関連機器

## 沿革
- 1959年6月 - 芝電子工業株式会社設立。
- 1970年6月 - 芝電子エンジニアリング株式会社へ改称。
- 1973年4月 - 日立シバデンエンジニアリング株式会社へ改称。
- 1975年11月 - 日立電子システムサービス株式会社へ改称。
- 2001年4月 - 株式会社日立国際電気サービスへ改称。
- 2001年10月 - 八木システムエンジニアリング株式会社を合併。
- 2013年4月1日 - 日立国際電気サービスを存続会社として、八木アンテナ、日立国際電気エンジニアリング、八木電子が合併し、同社が日立国際八木ソリューションズへ改称。
- 2016年4月 - 株式会社五洋電子へ生産業務を移管。
- 2018年5月31日 - 日立国際八木ソリューションズを存続会社として、国際電気テクノサービス株式会社、株式会社エッチエスサービスが合併し、同社が株式会社HYSエンジニアリングサービスへ改称。

## 八木アンテナ株式会社（前身法人）

### 沿革
- 1952年 - 八木・宇田アンテナの考案者の一人である八木秀次を創業者として八木アンテナ（初代）が発足。
- 2000年10月1日 - 日立電子とともに国際電気に吸収合併され、日立国際電気八木アンテナ事業部となる。
- 2004年10月1日 - 日立国際電気から分社し、八木アンテナ（2代）として再発足する。
- 2005年4月1日 - 日立国際電気サービスから旧八木システムエンジニアリングの業務一切を会社分割方式により譲渡される。
- 2006年 - 「八木アンテナ株式会社」大宮工場の製造部門が「八木電子株式会社」に移管。
- 2010年8月 - アナログTV用VHF・VU共用アンテナ生産を完全終了。